# Foresta dei cedri di Dio
I Cedri di Dio (noti anche come "Cedri del Signore", in arabo أرز الربّ‎?, Horsh Arz el-Rab) sono gli ultimi resti dell'immensa foresta di cedri del Libano che una volta ricopriva il monte Libano. Gli alberi presenti nella foresta vennero sfruttati da Assiri, Babilonesi e Persiani, fino ai Fenici. Il legno era particolarmente ricercato tra gli Egizi per la costruzione delle navi. Il re Salomone lo usò per la costruzione del suo tempio mentre l'Impero ottomano adoperò il cedro per la costruzione del sistema stradale.

## Storia
Una volta il Libano era coperto da fitte foreste di cedri, per cui non appare strano che sia diventato il simbolo dell'intero Paese. A oggi, dopo secoli di deforestazione, l'estensione della foresta si è ridotta in modo considerevole. Gli alberi sopravvivono nelle zone montuose dove l'ambiente è ancora incontaminato. È il caso delle pendici del monte Makmel che si eleva dalla valle di Qadisha dove, oltre i 2000 metri, si trovano tuttora i Cedri di Dio. Quattro di loro hanno raggiunto un'altezza di 35 metri e i loro tronchi hanno una circonferenza di 12/14 metri. L'attenzione ai biblici cedri di Dio risale al 1876 quando 102 ettari di foresta vennero cintati da un muro in pietra, finanziato dalla regina Vittoria del Regno Unito. Il muro proteggeva gli alberi dalle capre che amavano cibarsi dei giovani alberelli.
Secondo un'antica tradizione orale, un tempo si sarebbe verificata una battaglia fra i semidei e gli umani nella sacra foresta di alberi di cedro vicino alla Mesopotamia meridionale. Dopo che gli umani ebbero vinto la battaglia contro i guardiani fedeli al dio sumero Enlil, Gilgameš fece deforestare il territorio e usò il legno di cedro per costruire la sua città.
Nel corso dei secoli, il legno di cedro fu sfruttato da Fenici, Egiziani, Assiri, Babilonesi, Persiani, Romani, Israeliti e Turchi. I Fenici riuscirono a diventare la prima potenza navale mercantile del mondo allora conosciuto, costruendo navi di cedro. Gli Egiziani usarono la resina di cedro per il processo di mummificazione e il legno di cedro come materiale per avvolgere alcuni dei loro primi geroglifici scritti su rotoli di papiro.
Nella Bibbia viene narrato che il re Salomone acquistò legname di cedro per costruire il Tempio di Gerusalemme. L'imperatore Adriano stabilì che questi territori appartenessero al dominio imperiale, fermando temporaneamente la loro deforestazione.

## Patrimonio dell'umanità
Nel 1998 i Cedri di Dio vennero inseriti nella lista dei patrimoni dell'umanità dell'UNESCO.

## Situazione attuale
La foresta è rigorosamente protetta. È possibile visitarla grazie alle guide autorizzate. Recentemente è stato fatto partire un programma di riforestazione che è stato preceduto dalla pulizia dei sedimenti, dalla cura delle piante malate e dalla fertilizzazione del terreno. I frutti di questi sforzi saranno apprezzabili solo tra alcuni decenni dal momento che i cedri crescono molto lentamente.

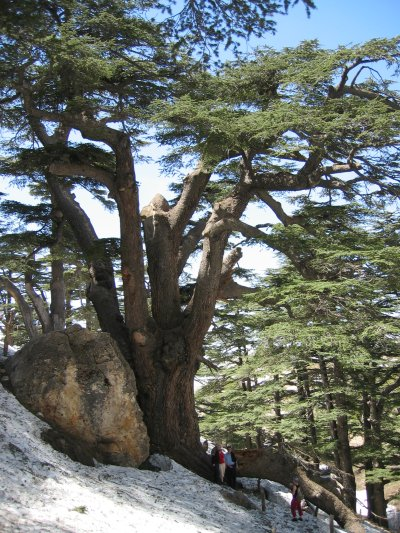
Cedro del Libano

## Riferimenti nei testi religiosi
Il cedro del Libano viene menzionato oltre 70 volte nella Bibbia, ad esempio:
- "Il sacerdote prenderà legno di cedro, issòpo, colore scarlatto e getterà tutto nel fuoco che consuma la giovenca." (Numeri, 19:6[7]).
- "Il giusto fiorirà come la palma, crescerà come il cedro del Libano." (Salmi 92:12[8]).
- "Pianterò cedri nel deserto, acacie, mirti e ulivi;" (Isaia 41:19[9]).
- "Ecco, l'Assiria era un cedro del Libano, bello di rami e folto di fronde, alto di tronco; fra le nubi era la sua cima." (Ezechiele 31:3[10]).
- "Eppure io ho sterminato davanti a loro l'Amorreo, la cui statura era come quella dei cedri," (Amos 2:9[11]).
- "Contro tutti i cedri del Libano alti ed elevati," (Isaia 2:13[12]).

Il cedro del Libano viene citato anche nell'Epopea di Gilgameš.

## Galleria d'immagini

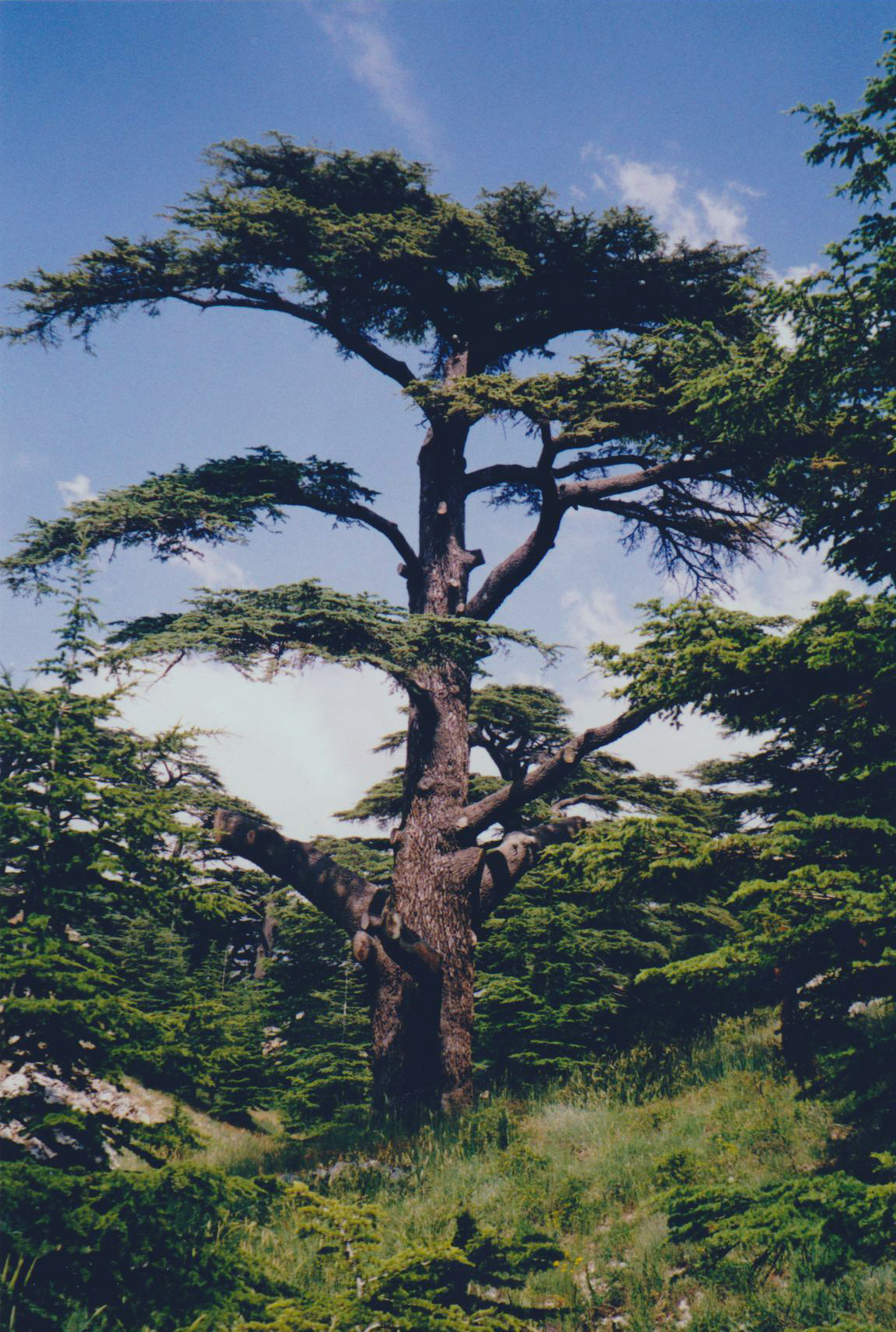
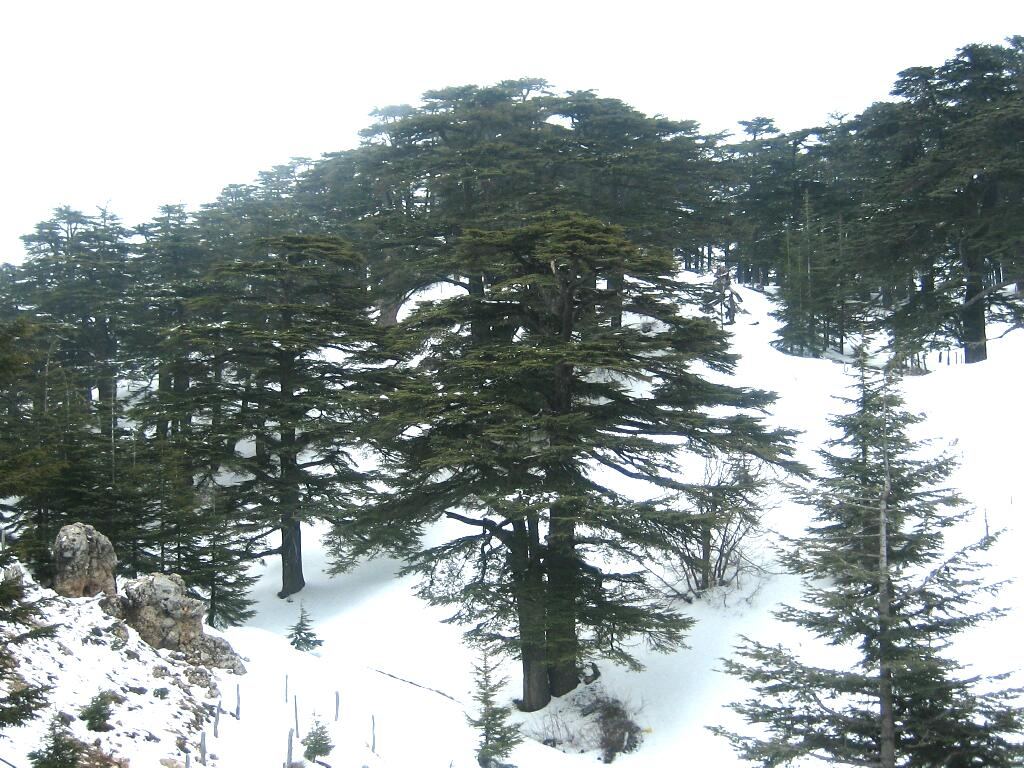
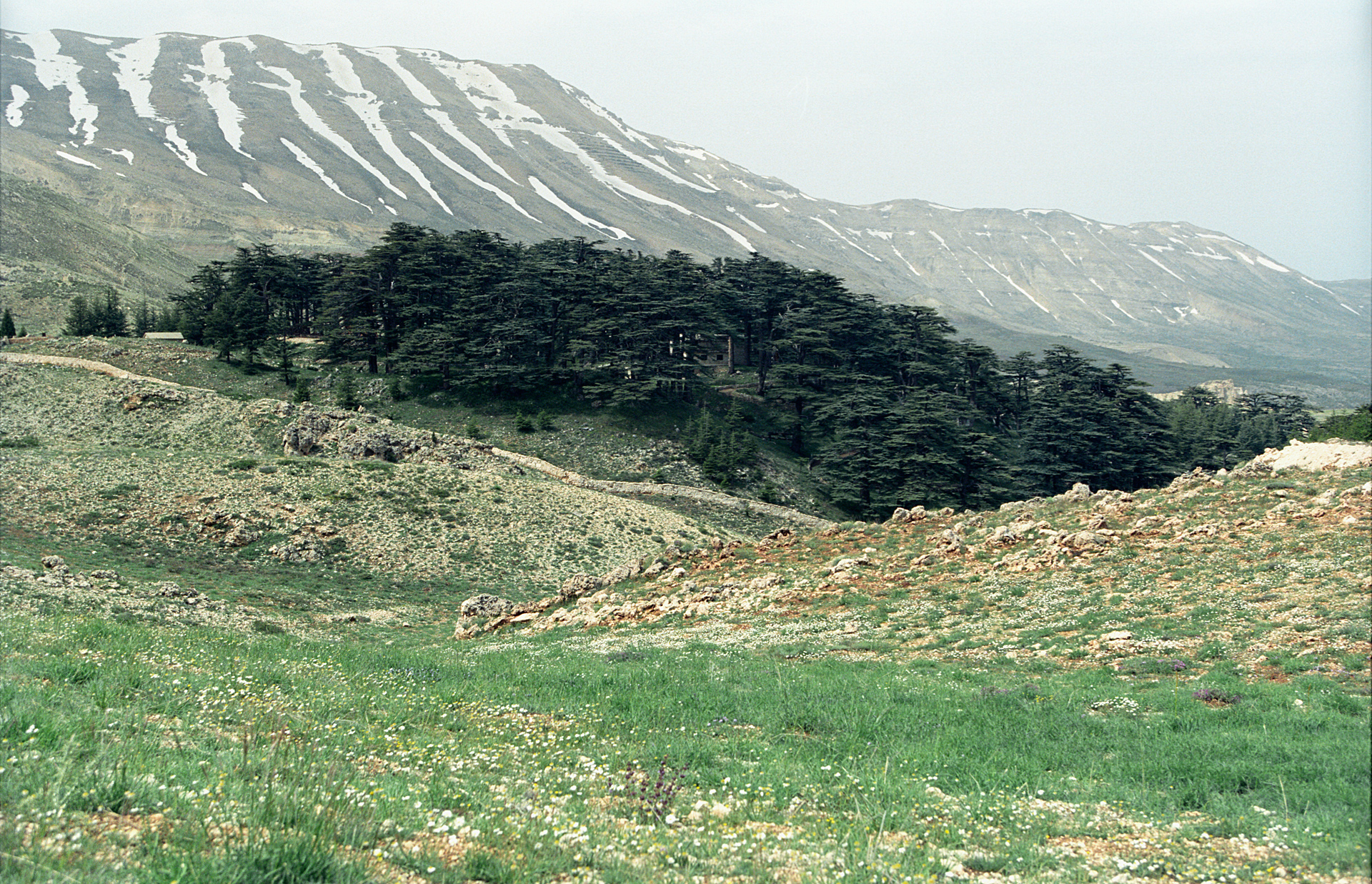
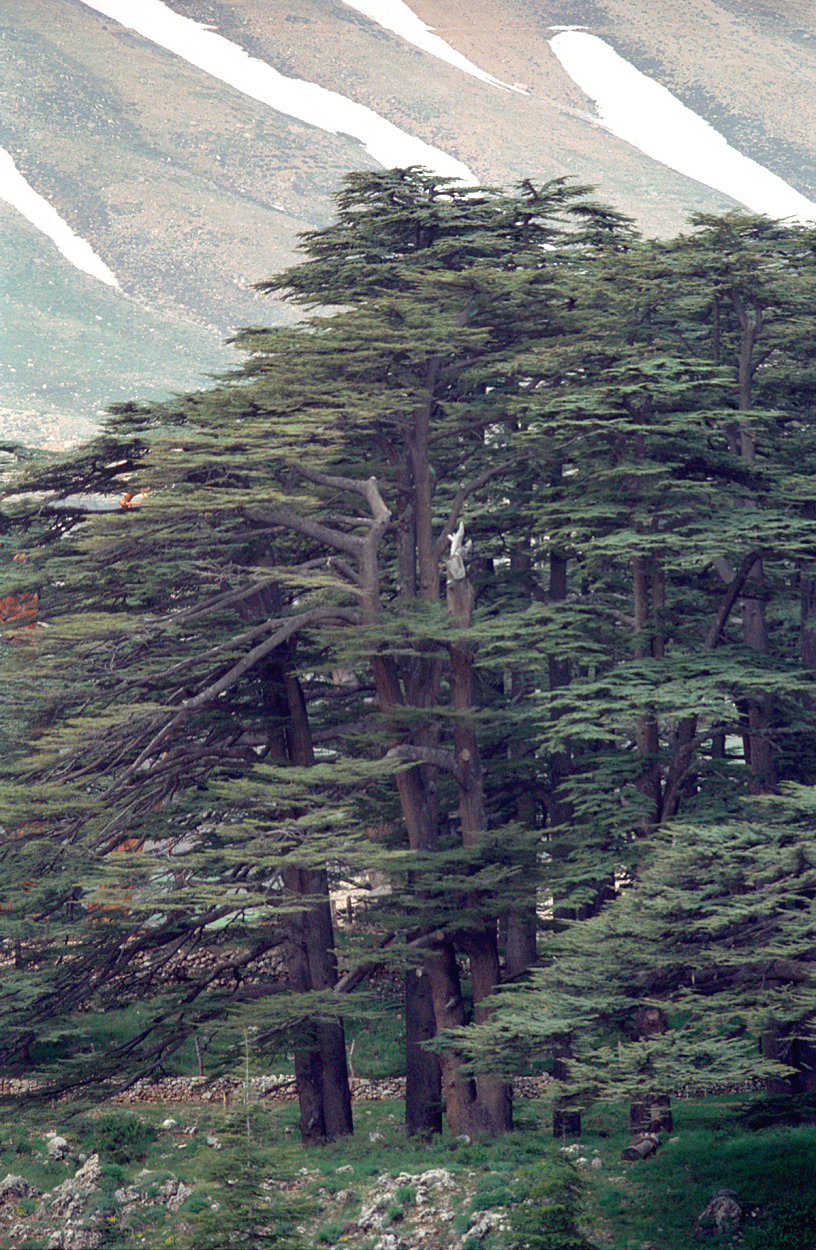
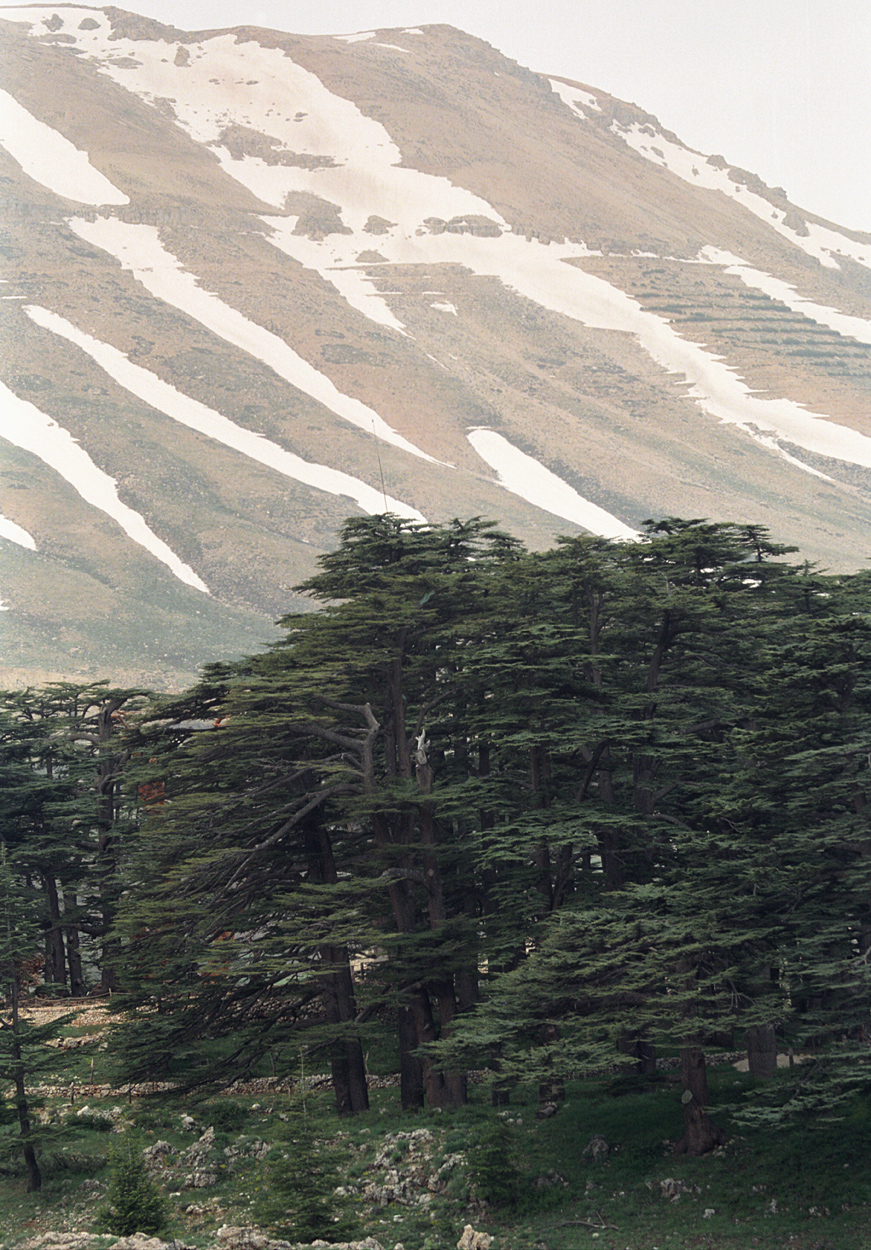
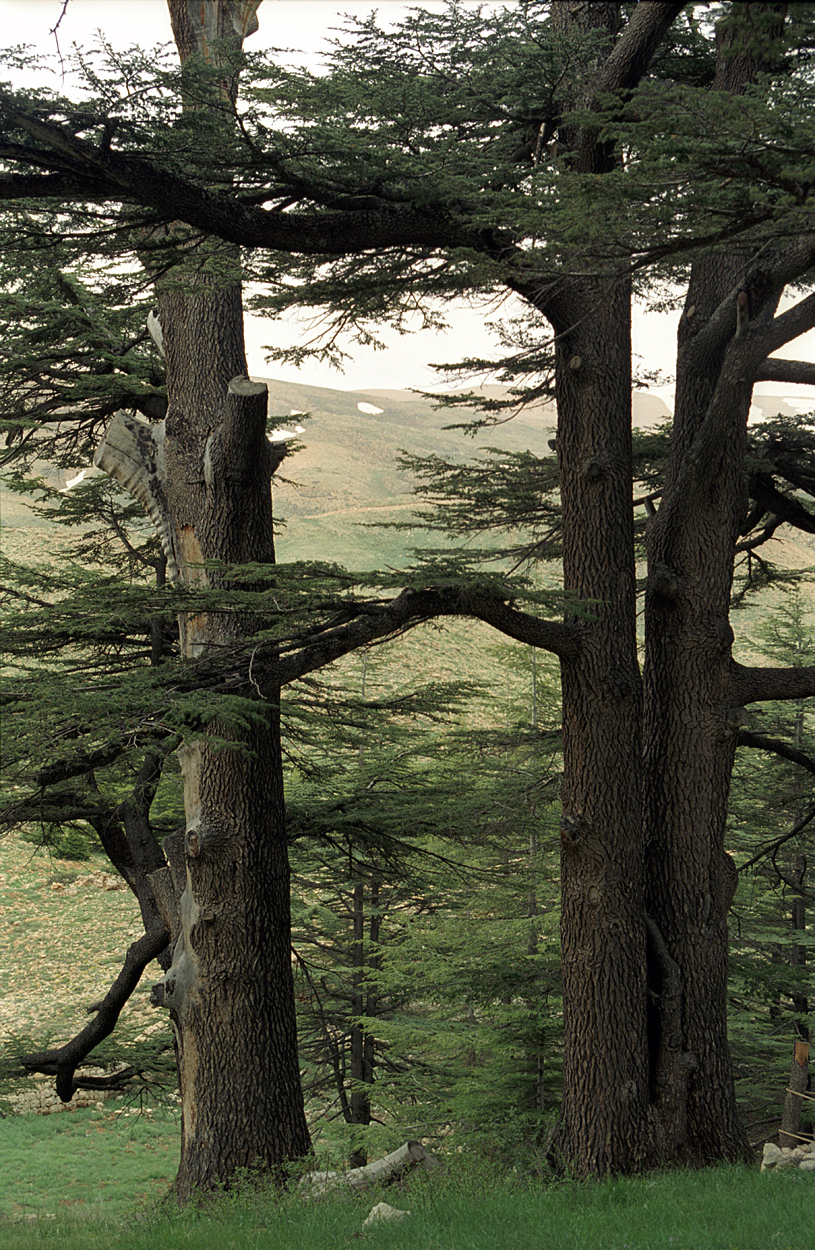
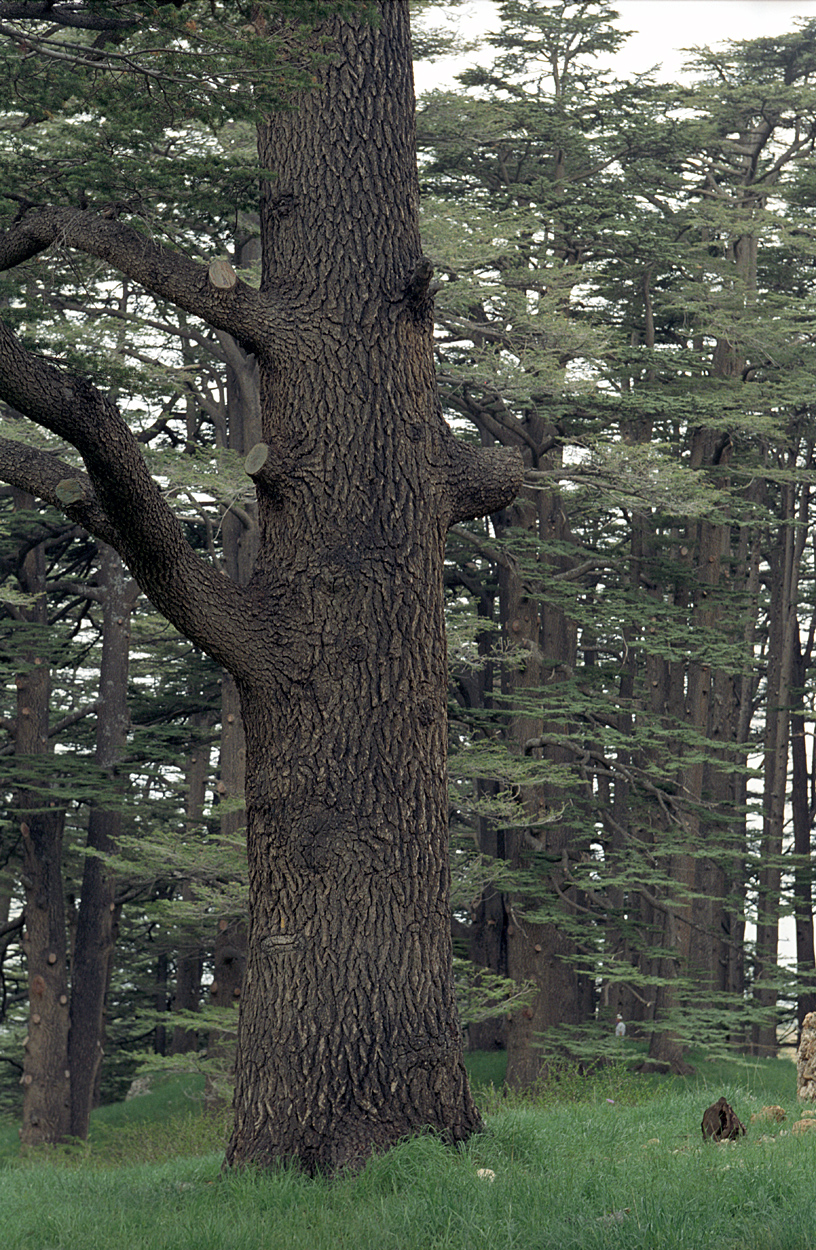
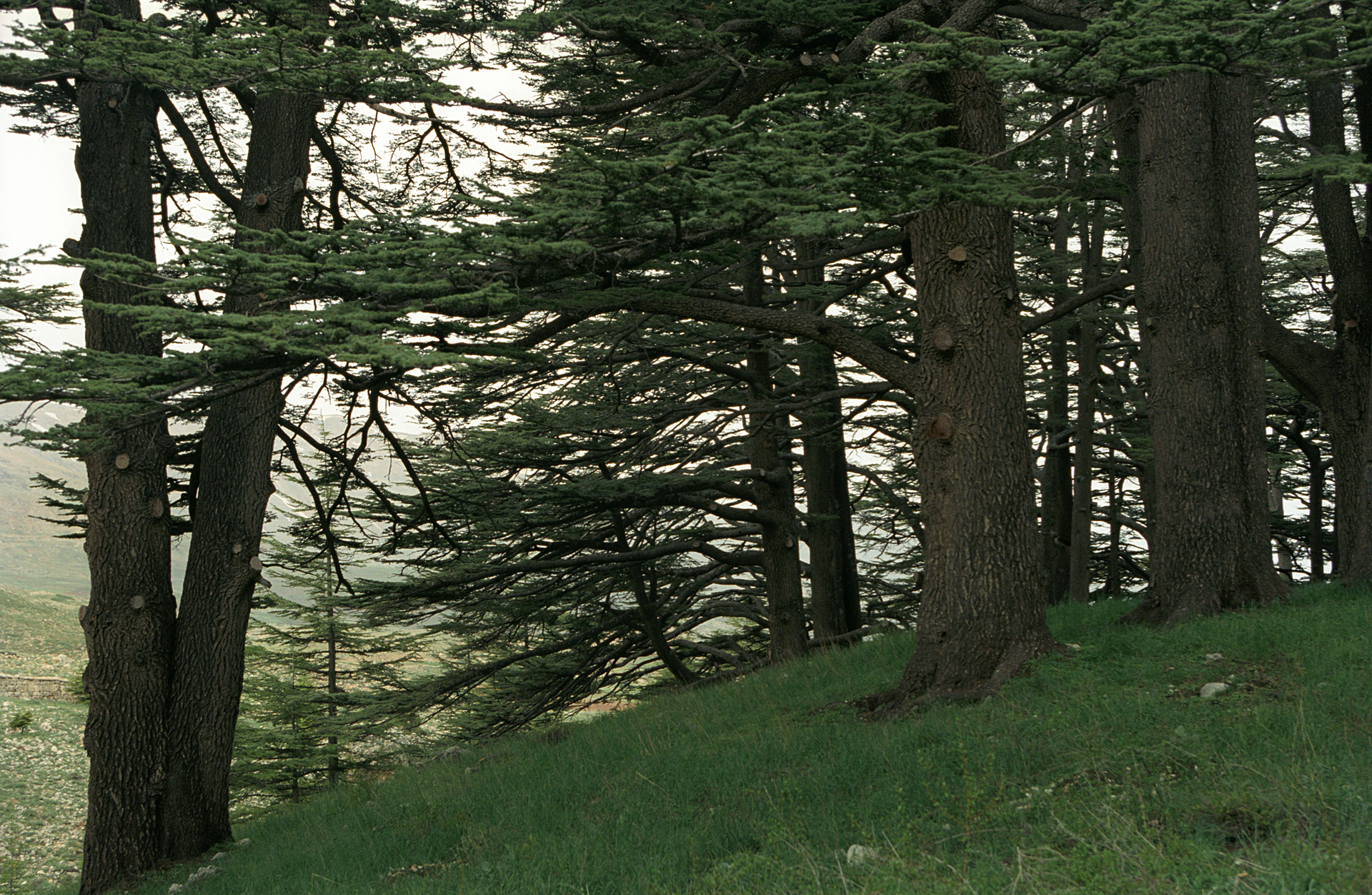
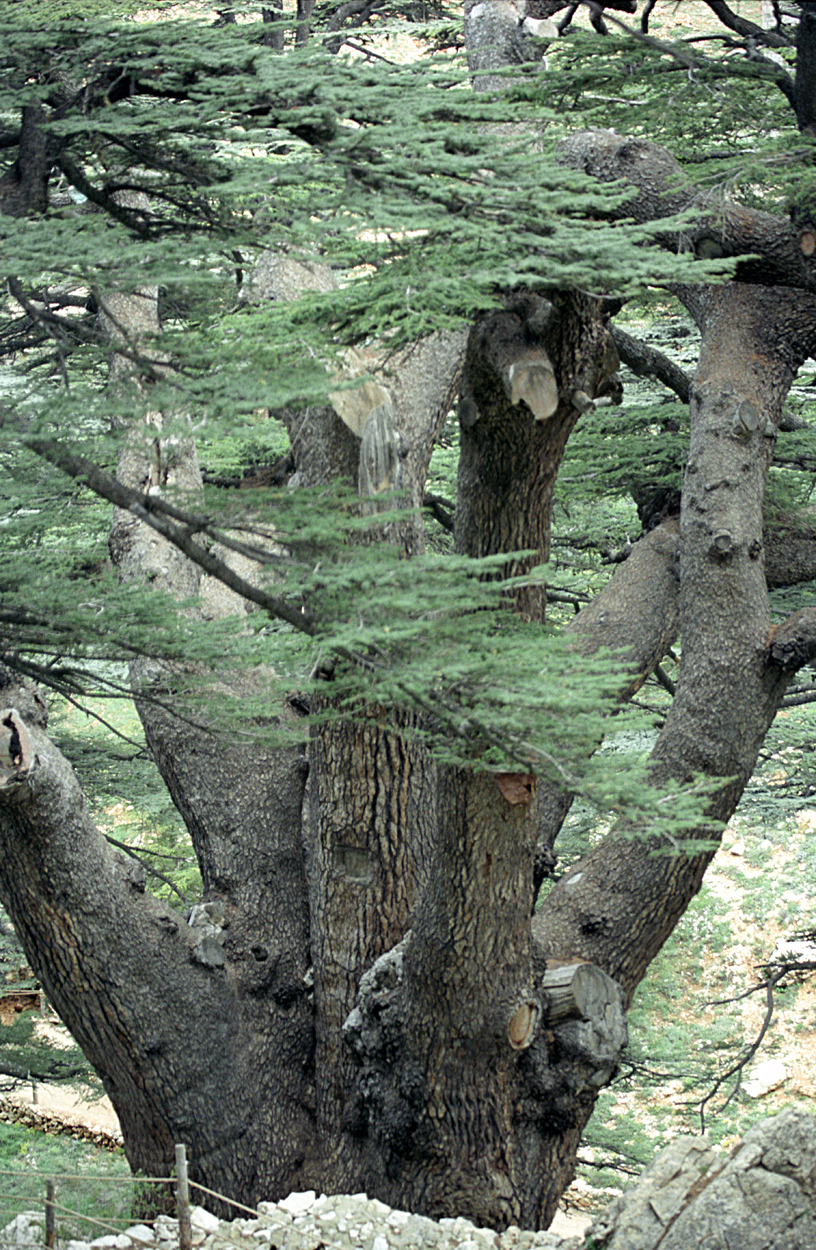
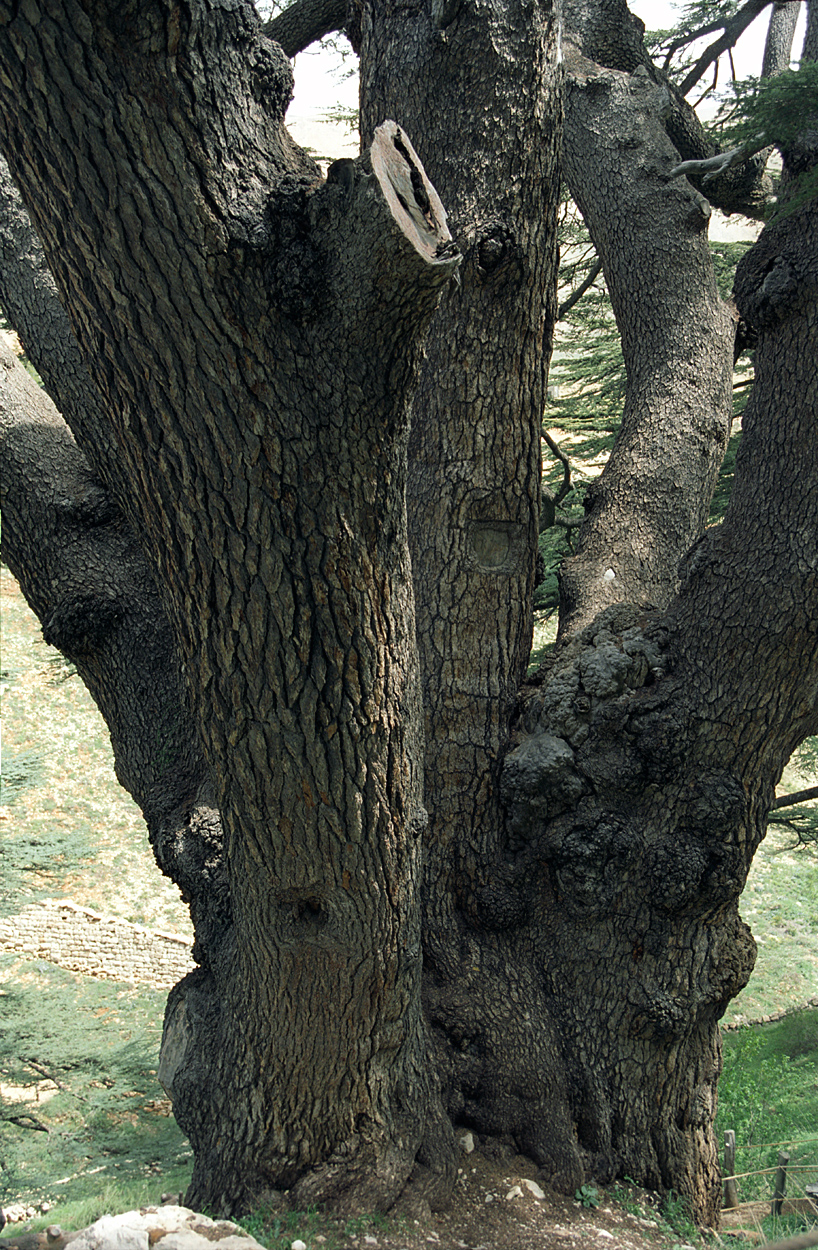
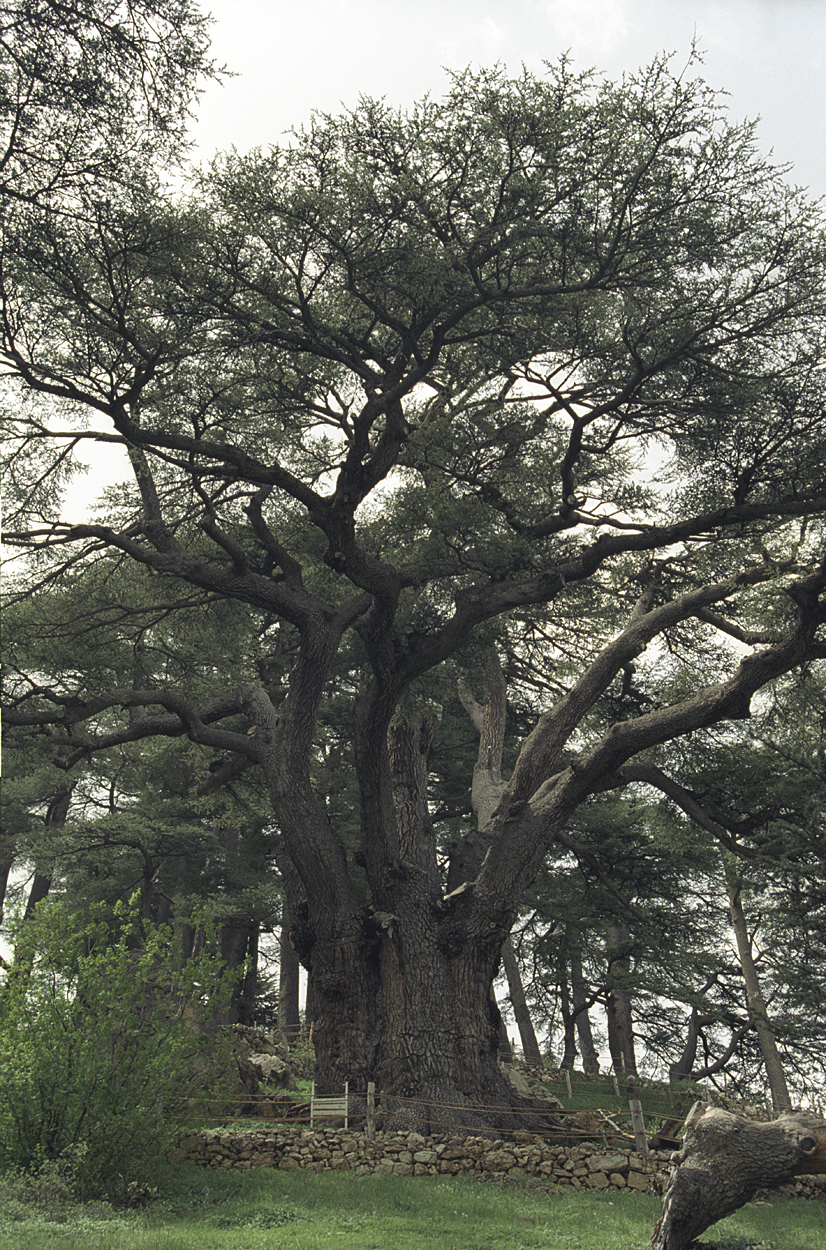
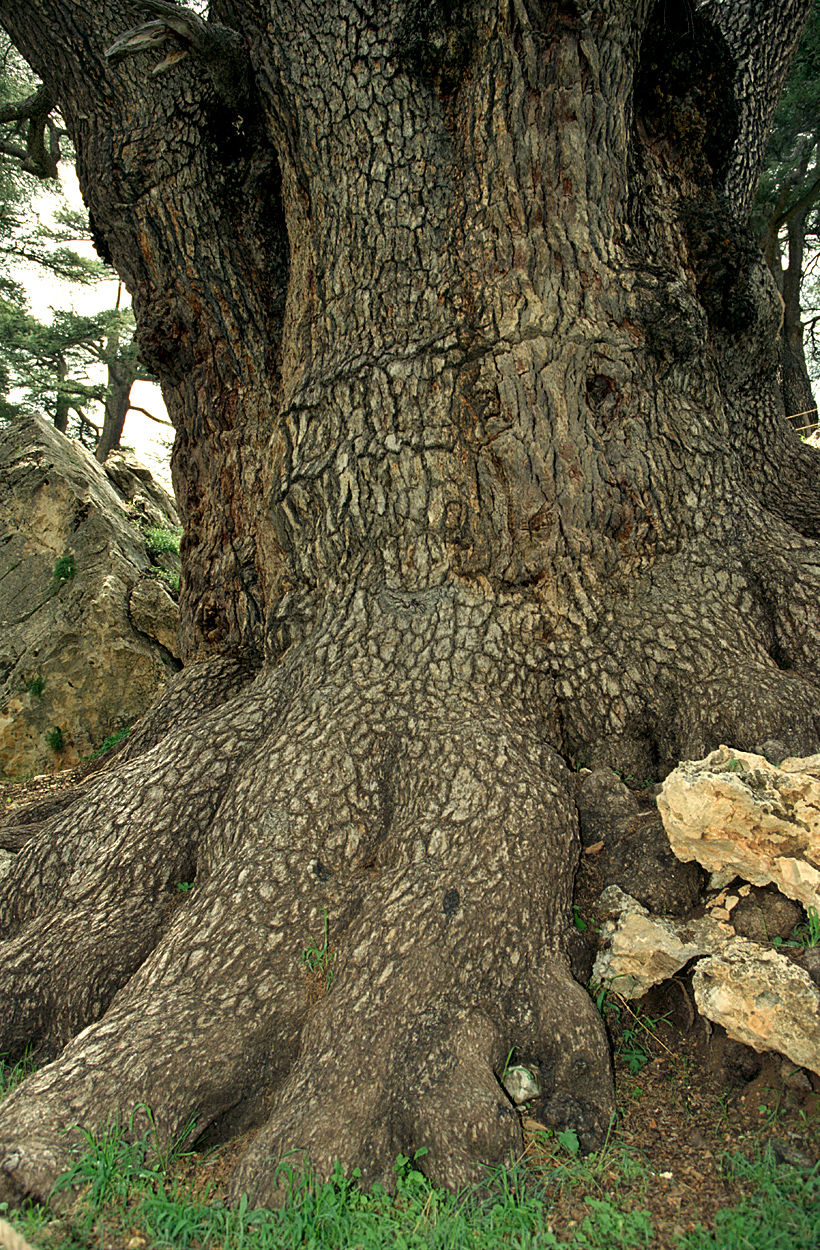
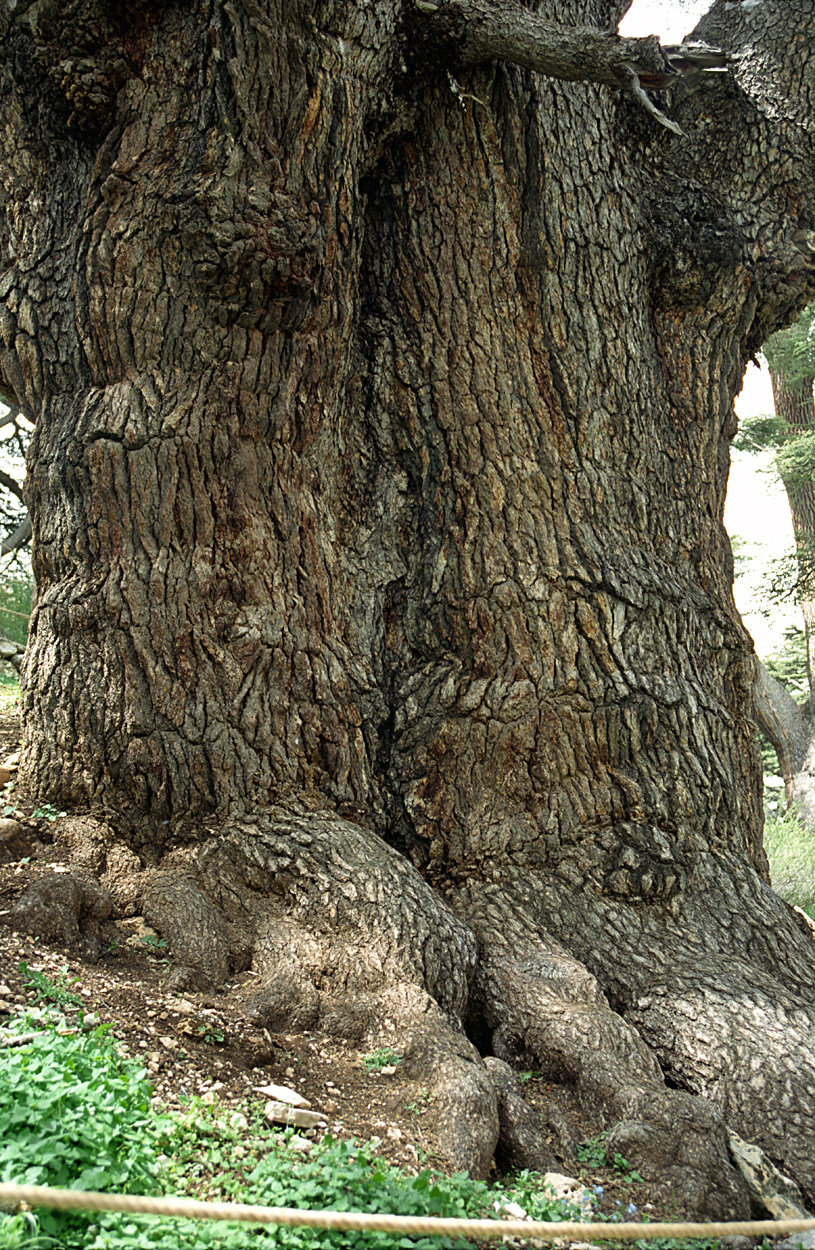
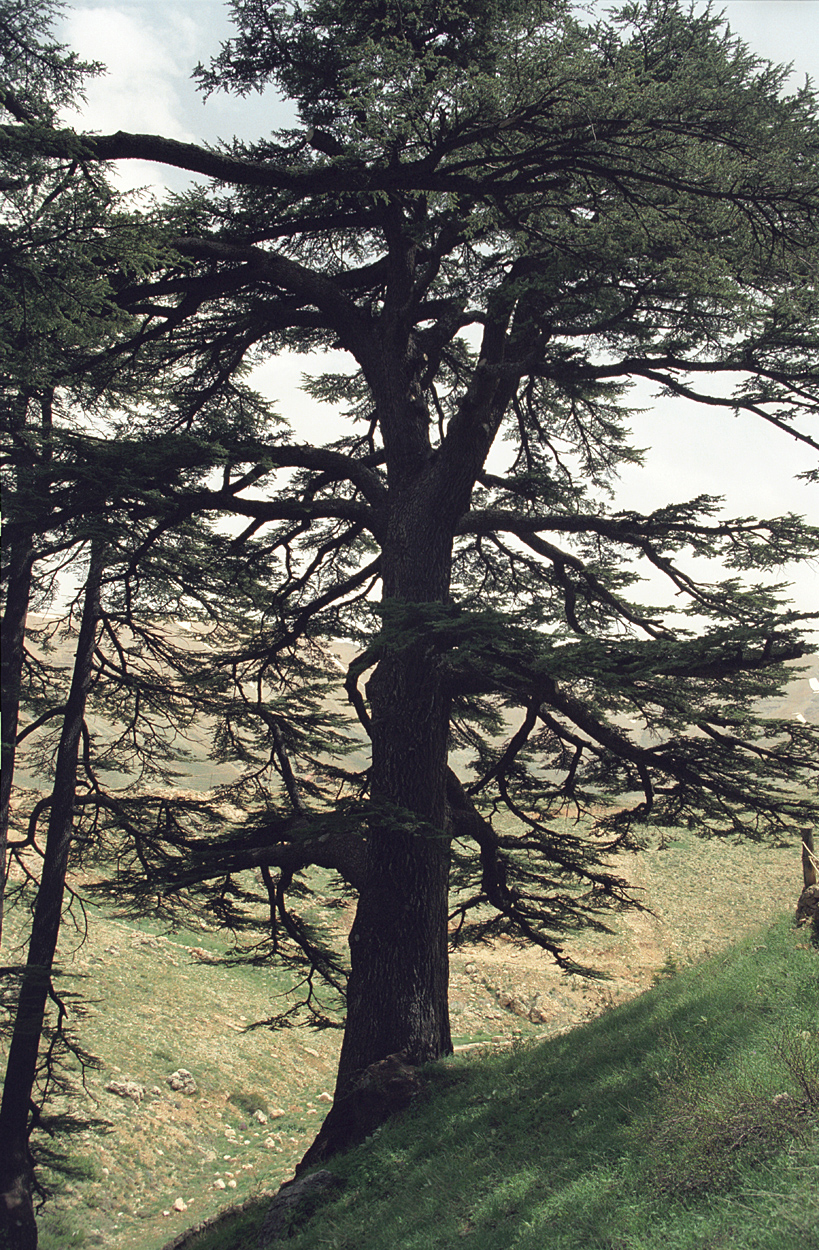
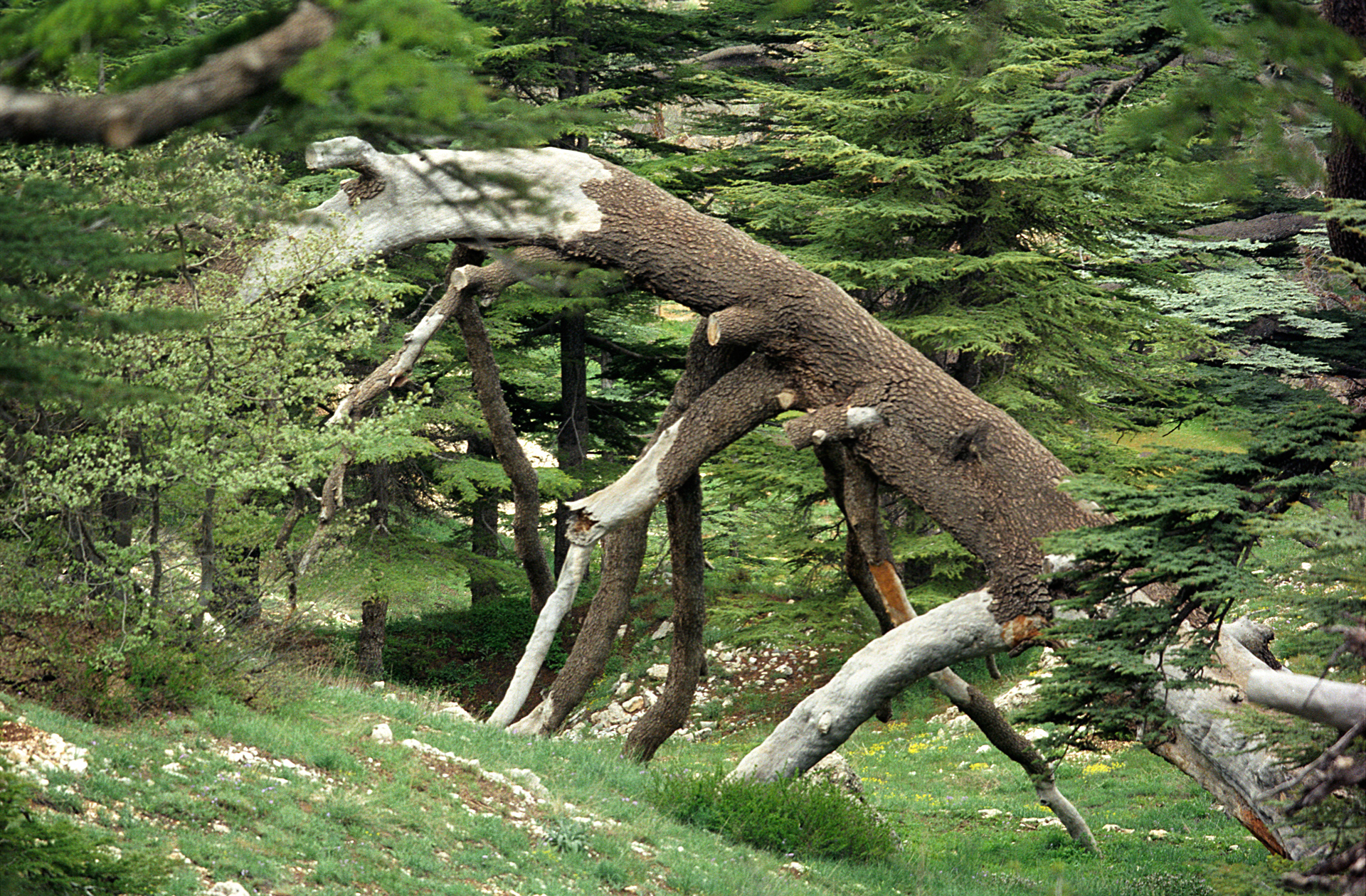
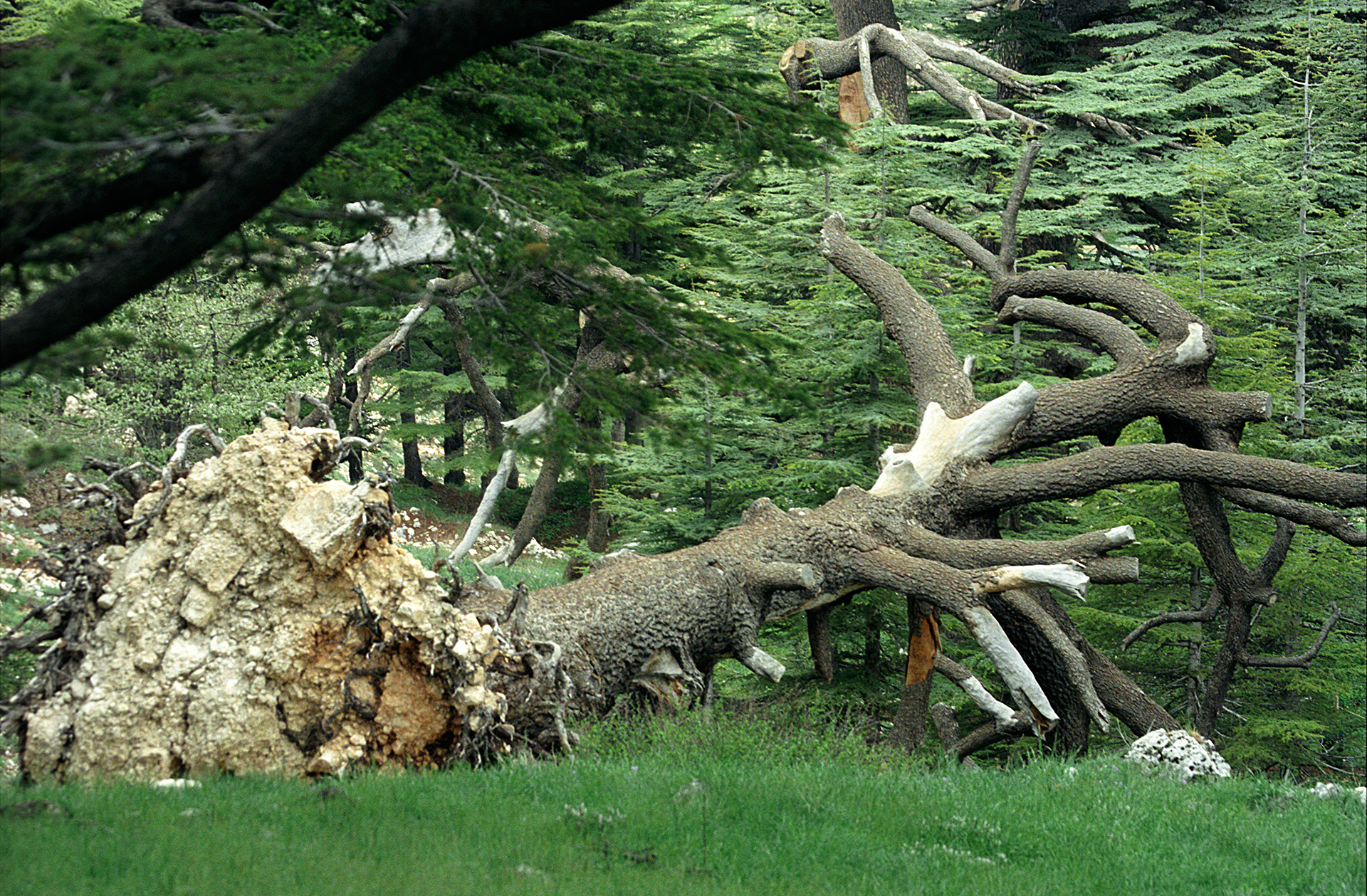
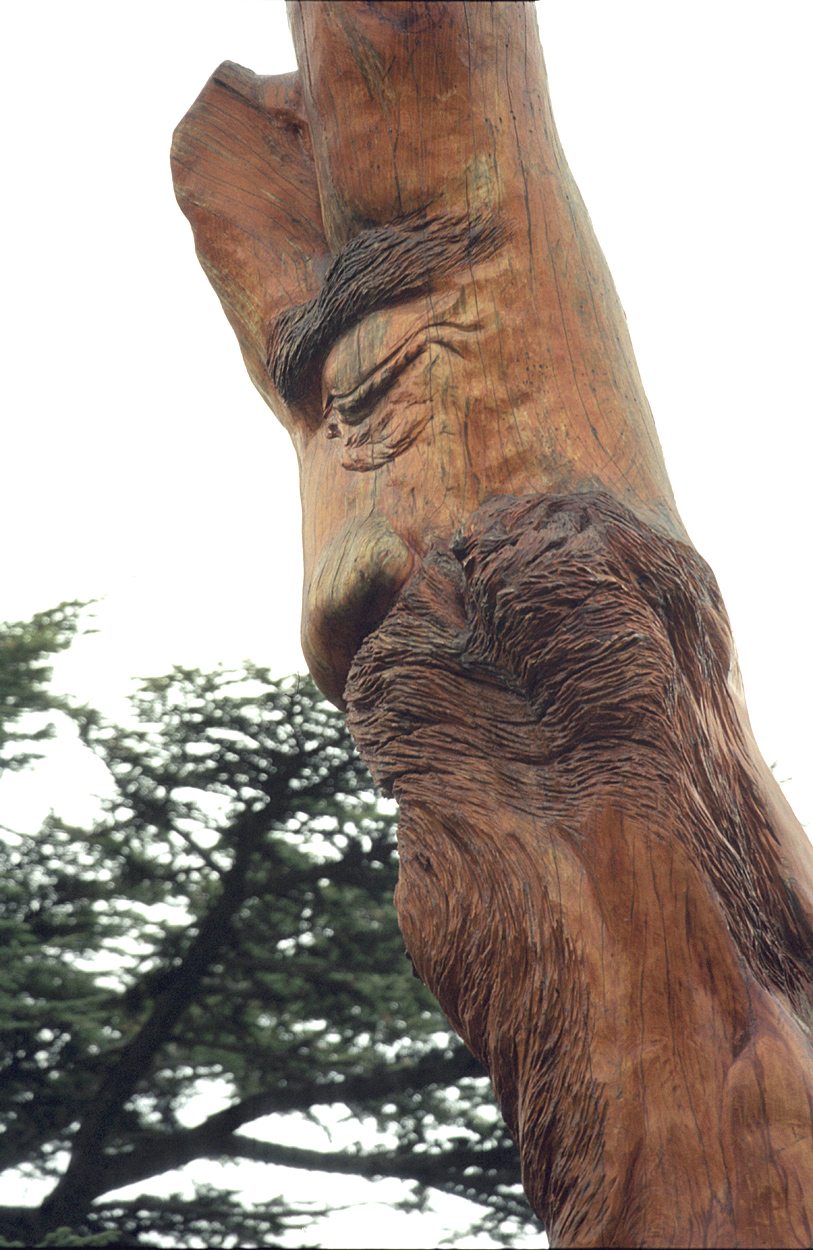
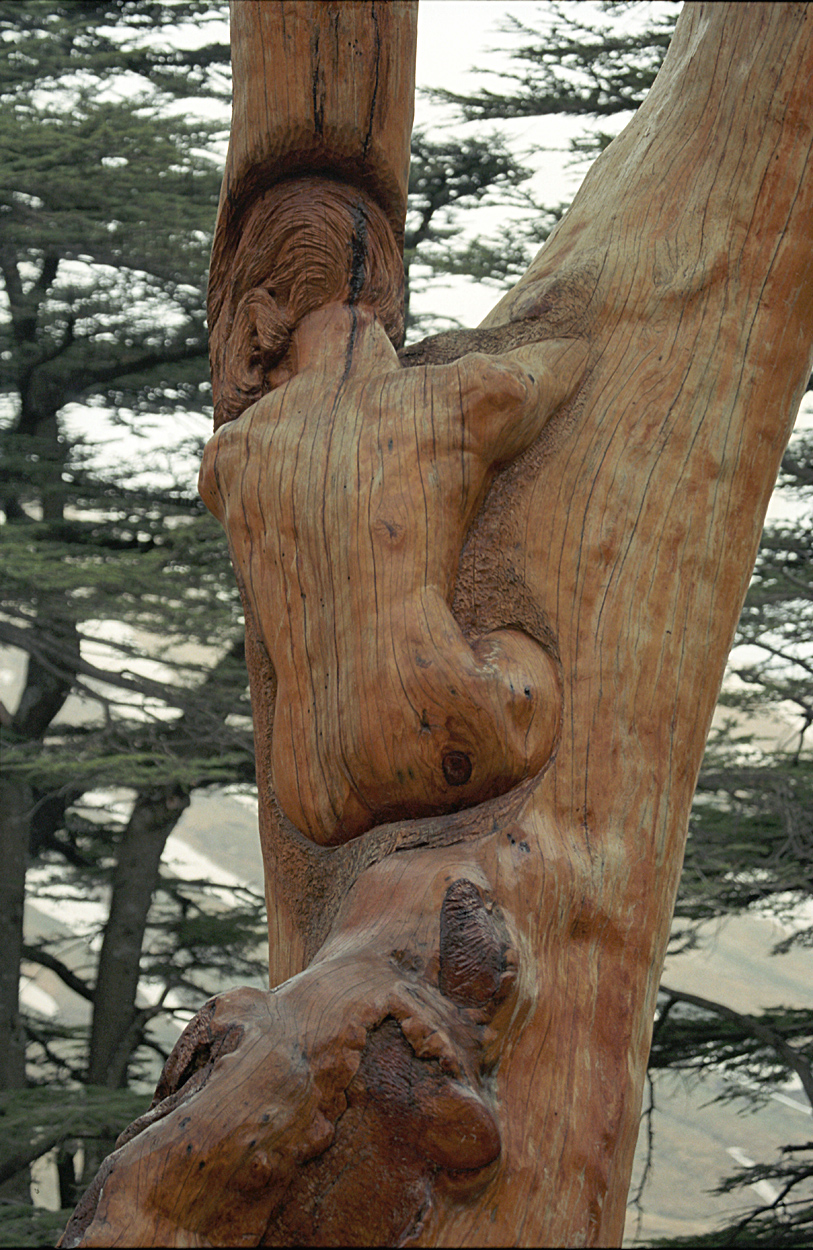
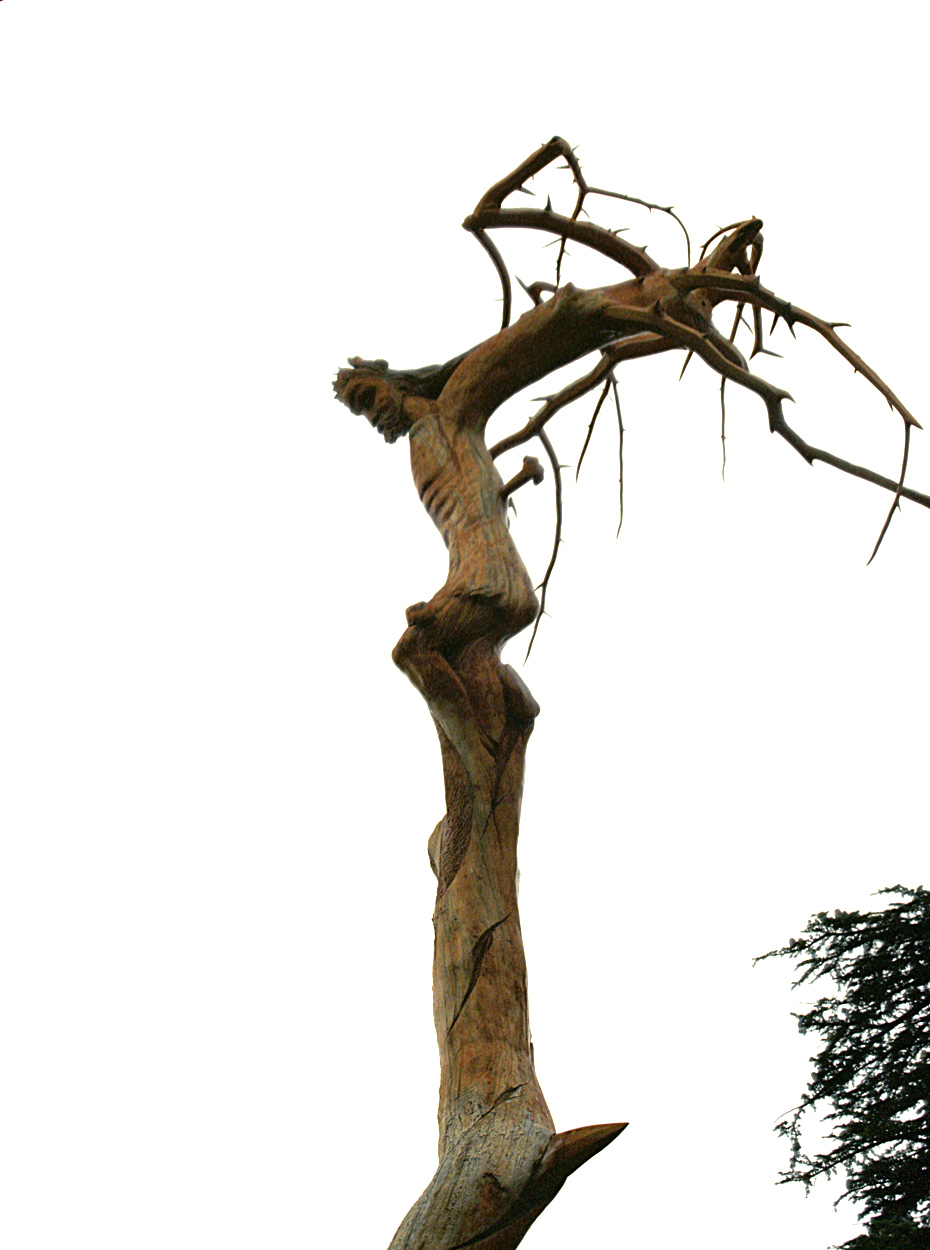
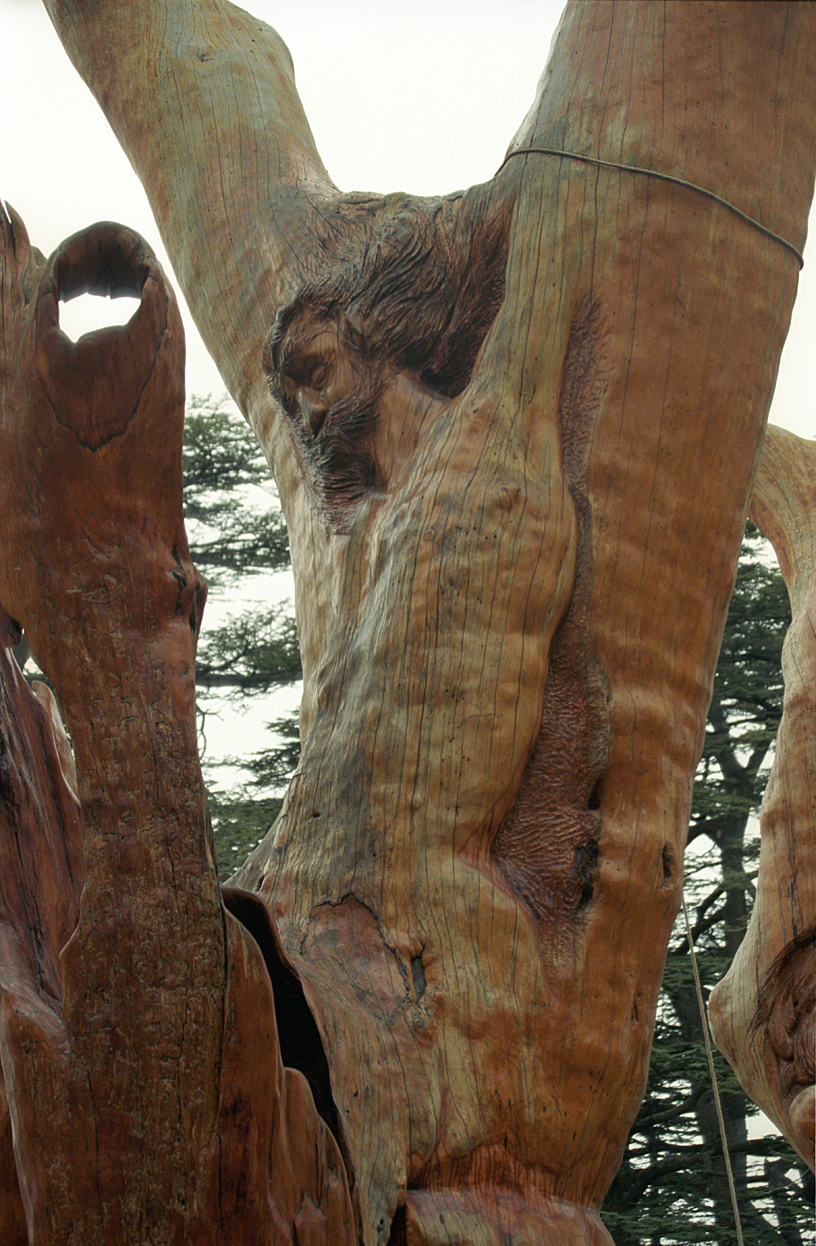
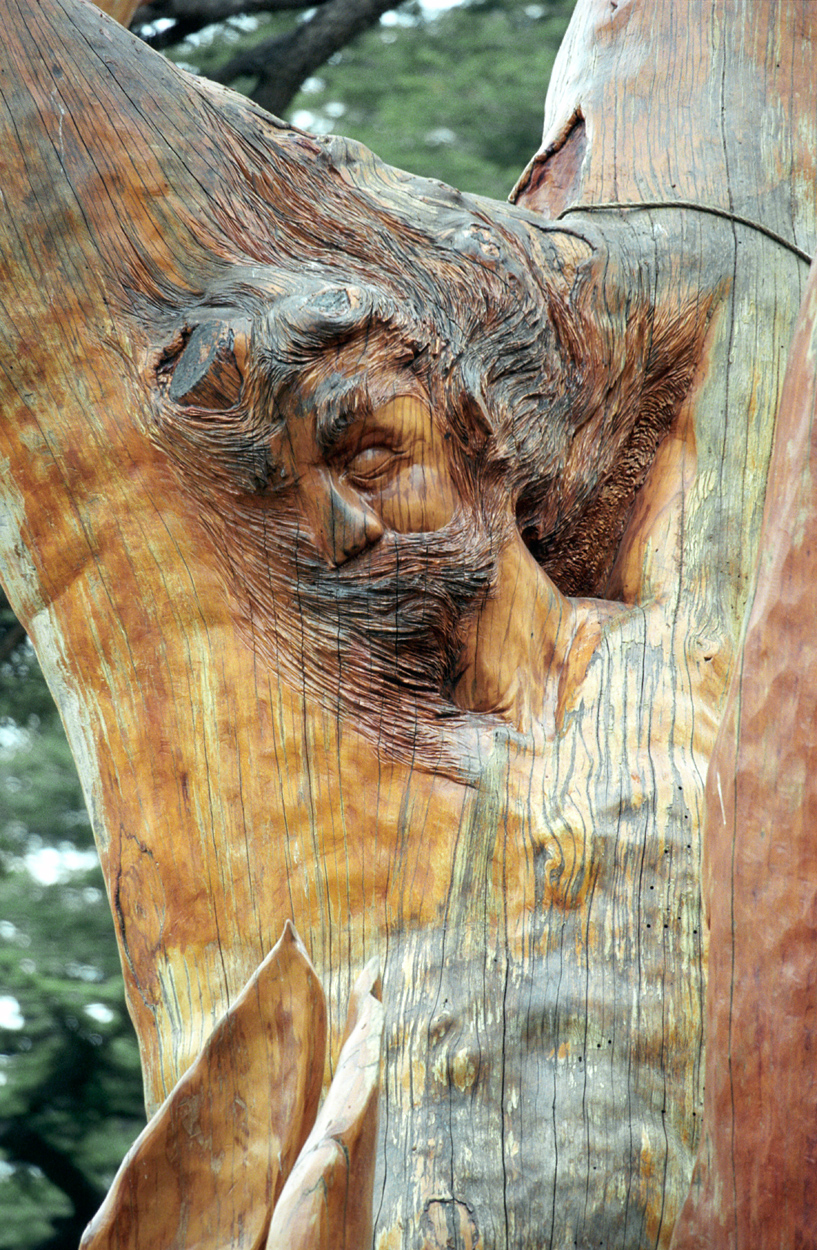
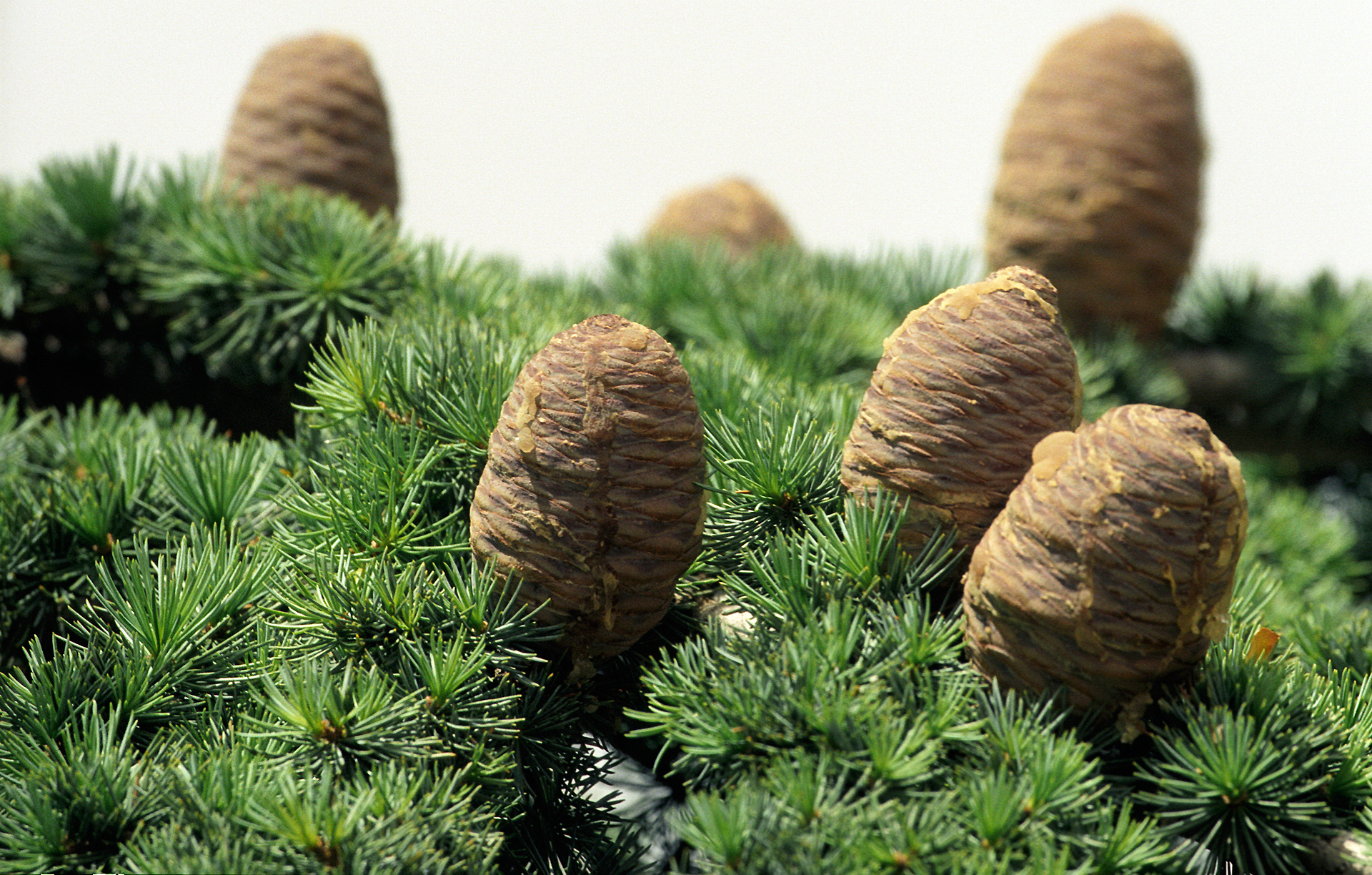
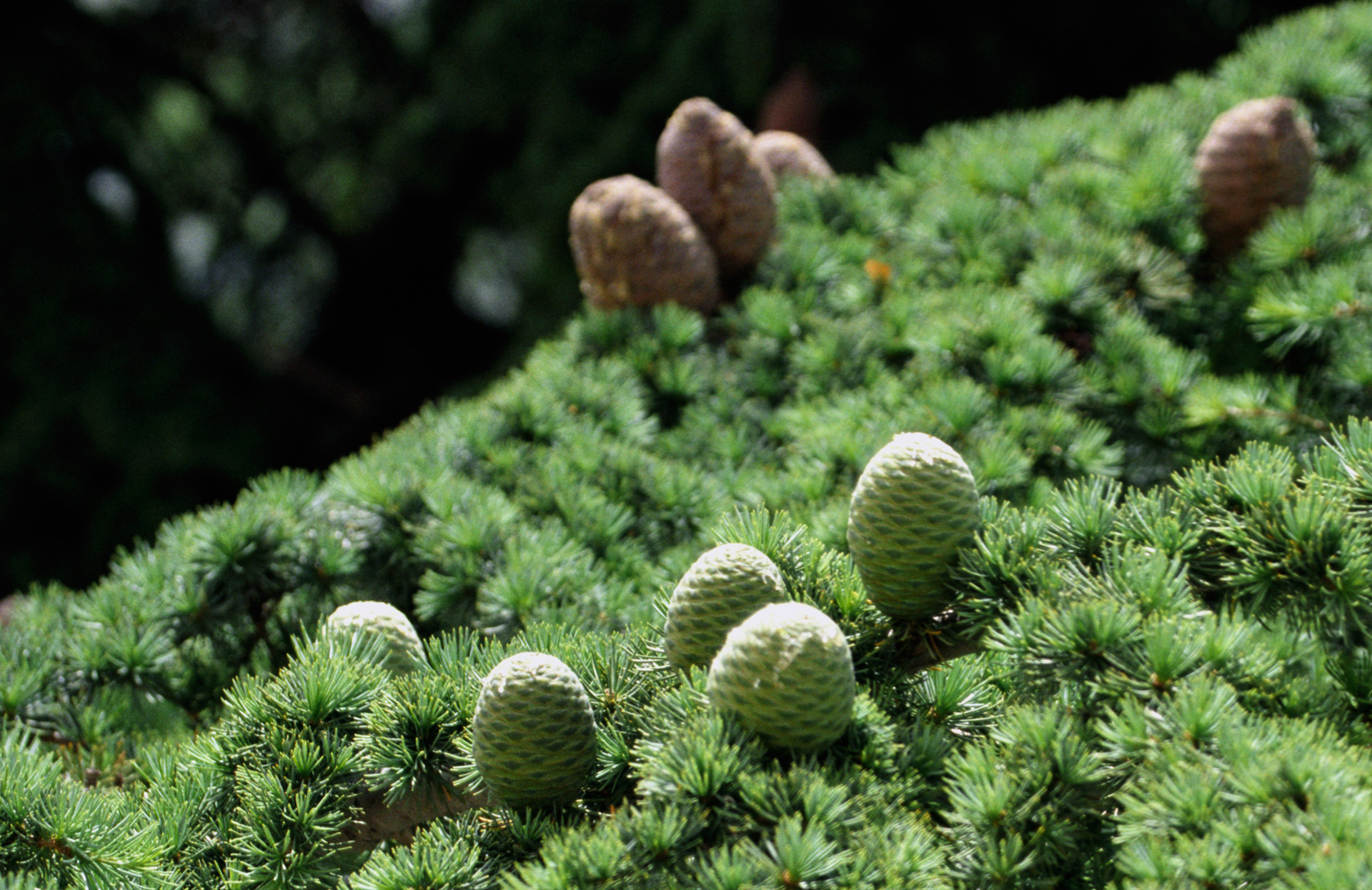
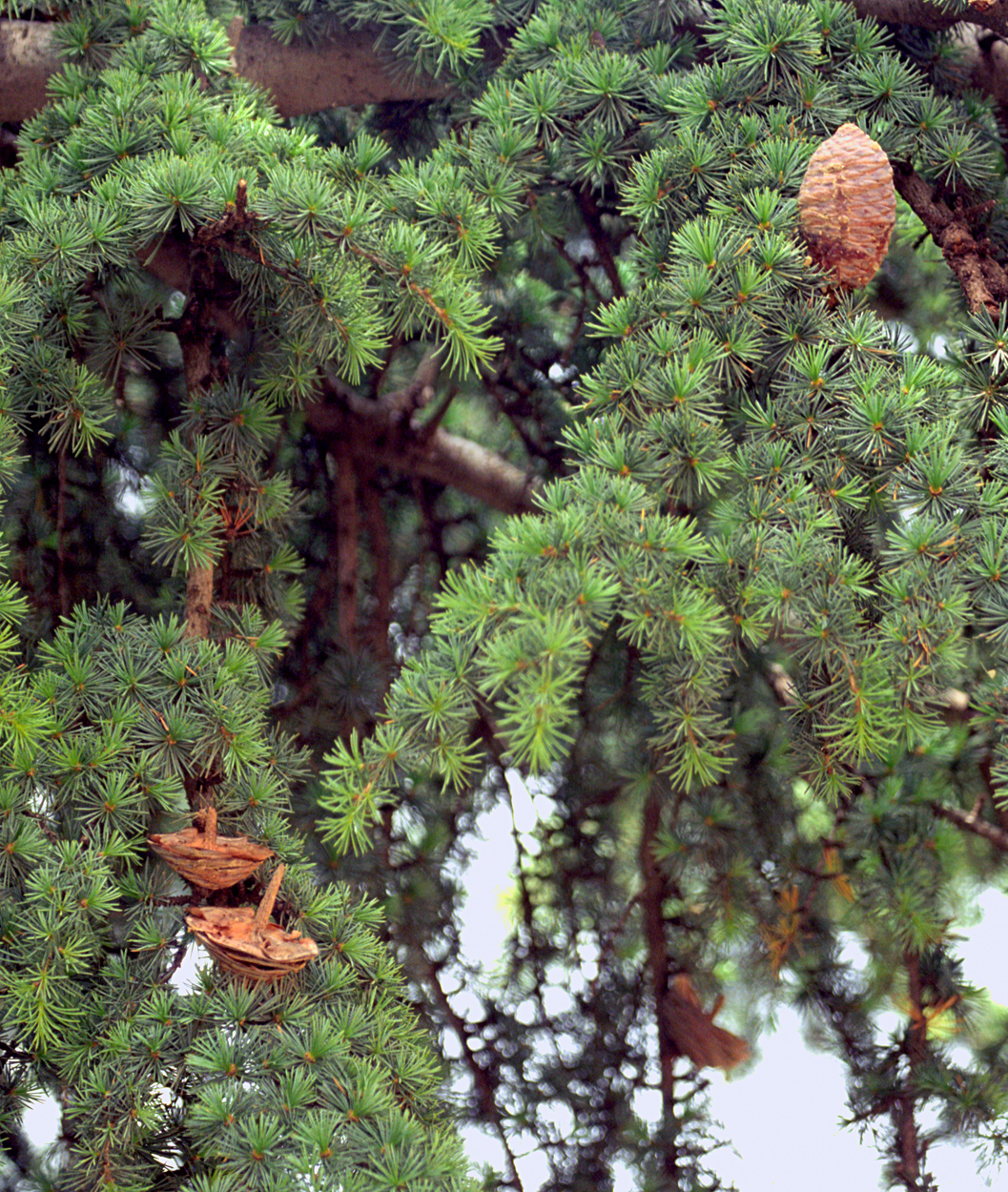